# Malcolm Kerr (Politikwissenschaftler)
Malcolm Hooper Kerr (* 8. Oktober 1931 in Beirut; † 18. Januar 1984 ebenda) war ein US-amerikanischer Politologe mit einer Spezialisierung auf den Nahen Osten und während des Libanesischen Bürgerkriegs von 1982 bis zu seiner Ermordung Präsident der Amerikanischen Universität Beirut (AUB). Er galt als einer der führenden auf den Nahen Osten spezialisierten Politologen.

## Leben
Malcom Kerr verbrachte seine Kindheit in seiner Geburtsstadt Beirut, als Sohn zweier Dozenten der Amerikanischen Universität. Nach dem Bachelor-Abschluss an der Princeton University bei Philip Hitti, kehrte er für seinen Master-Abschluss an die AUB zurück. Nachdem er die Promotion an der Johns Hopkins University bei Hamilton Gibb erlangt hatte, nahm er eine erste Lehrtätigkeit an der AUB auf. Später wurde er an die University of California, Los Angeles (UCLA) berufen, wo er unter anderem Leiter der Abteilung für Politische Wissenschaften, Dekan der Sozialwissenschaften, sowie Direktor des Instituts für Near East Studies war, bevor er im Juli 1982 während des Libanesischen Bürgerkrieges Präsident der AUB wurde. Wegen des Krieges konnte er sein Amt jedoch erst im September antreten.
Kerr wurde am 18. Januar 1984 von zwei Attentätern nahe der Universität ermordet. Der spätere Islamische Dschihad bekannte sich telefonisch zu diesem Mord.
Kerrs bekanntestes Buch ist The Arab Cold War; Gamal Abd al-Nasir and His Rivals, 1958–1970, eine Studie über die Wechselwirkungen von Ideologie und politischem Pragmatismus in der Politik der arabischen Staaten und Gamal Abdel Nassers Panarabismus.
Die Middle East Studies Association verleiht seit 1984 den zu Ehren Kerrs Malcolm H. Kerr Dissertation Award benannten Preis für hervorragende Doktorarbeiten aus dem Bereich der Middle East Studies.
Sein Sohn Steve Kerr wurde 1986 Weltmeister und später fünffacher NBA-Champion im Basketball.

## Werke (Auswahl)
- Islamic reform : the political and legal theories of Muḥammad A̕bduh and Rashīd Riḍā. University of California Press, 1966
- The Middle East conflict. Foreign Policy Association, New York 1968
- The Arab cold war: Gamal 'Abd al-Nasir and his rivals: 1958-1970. 3. Auflage, 1983, ISBN 0-86531-524-8.
- America's Middle East policy : Kissinger, Carter and the future. Beirut 1980

Als Herausgeber:
- mit El Sayed Yassin: Rich and poor states in the Middle East: Egypt and the new Arab order. Westview Press, 1982, ISBN 0-86531-275-3
  - Egypt in the shadow of the Gulf: introduction
  - Egypt and the Arabs in the future: some scenarios